# Kaman-12
Le HESA Kaman-12 (persan : پهپاد کمان-12) est un véhicule aérien sans pilote iranien, utilisé par l'armée de l'air de la République islamique d'Iran. Son premier vol a eu lieu le 11 septembre 2020. Le véhicule aérien sans pilote possède une vitesse de 200 km/h, avec une autonomie de 1 000 km, et sa distance franchissable est d'environ 2 000 km,,.

## Description
Ce drone a été présenté pour la première fois à l'exposition "Iqtedar-40" des réalisations de défense des "Forces armées de la République islamique d'Iran". Il a une vitesse d'environ 200 km/h et une durée de vol de 10 heures,,,.
Il a La capacité de décoller de pistes d'une longueur d'au moins 400 m, possédant un rayon d'action de 1 000 km, une capacité d'emport de 100 kg et sa masse maximale au décollage est d'environ 450 kg,.
Il peut emporter une large gamme d'armements, des missiles guidés, des bombes non guidées ainsi que des paniers à roquettes. Le drone a également été observé en emportant deux nacelles de guerre électroniques mais les capacités réelles de ces systèmes sont inconnues,.